# ウェセックス伯爵

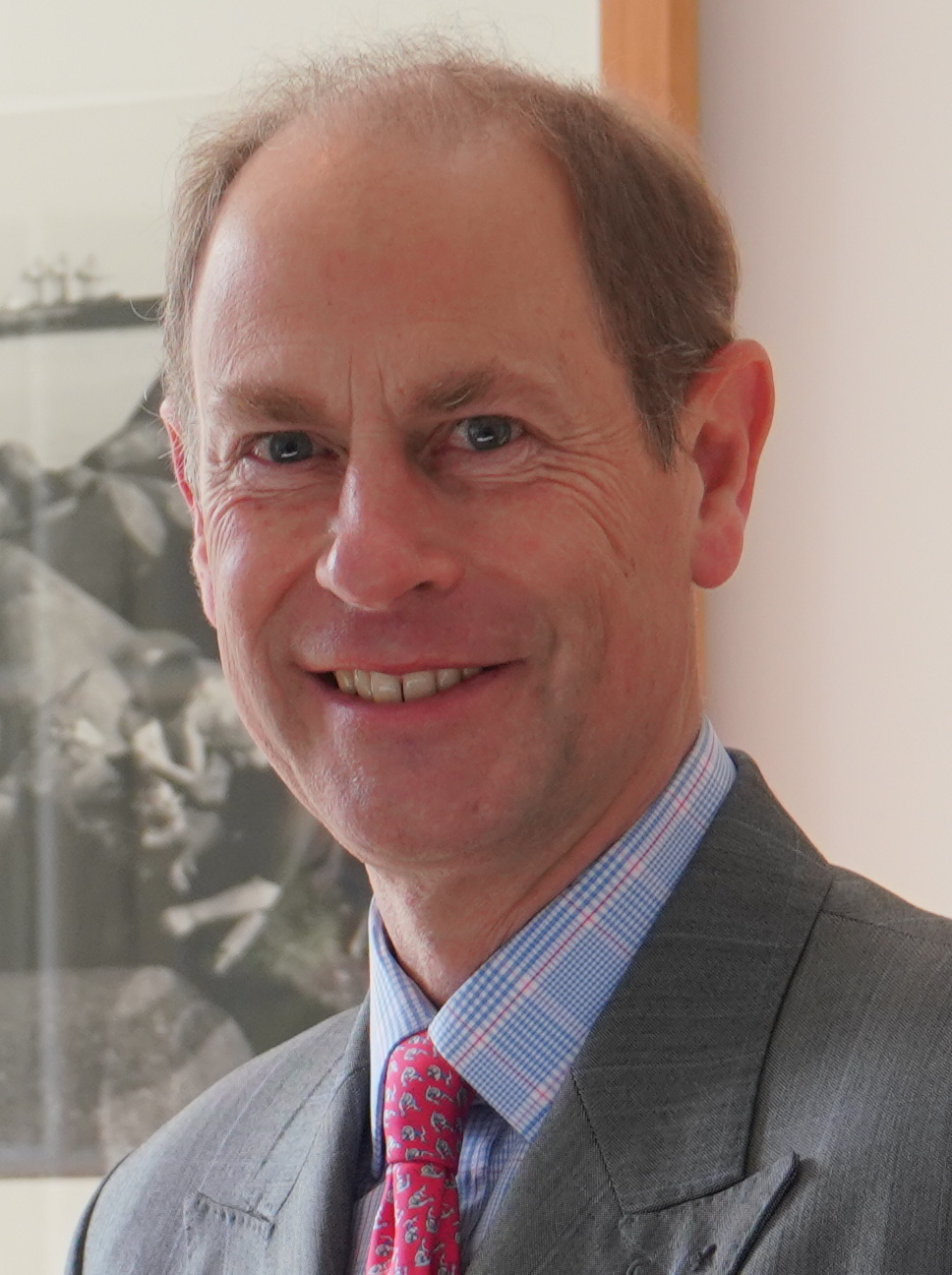
エドワード王子、2022年11月4日撮影。

ウェセックス伯爵（ウェセックスはくしゃく、英語: Earl of Wessex）は、3度創設されたイギリスの伯爵位。1度目と2度目の創設はノルマン・コンクエスト以前のウェセックス朝イングランド王国の爵位として、3度目の創設は連合王国貴族として創設された爵位だった。
3度目の創設においてはセヴァーン子爵が従属爵位として与えられ、初代伯爵の長男ジェームズが儀礼称号として使用していたが、2023年、エドワードのエディンバラ公爵授爵に伴い、以降のジェームズはウェセックス伯爵を儀礼称号としている。

## 歴史

### 第1期
11世紀のウェセックス伯爵領は旧ウェセックス王国、すなわち、イングランド南部諸カウンティからウェールズとの国境までを含む。クヌート1世(995-1035)の治世にあたる1020年以降の時期、ゴドウィン(?-1053)がウェセックス伯爵に叙された。ゴドウィンは力をつけ、エドワード懺悔王(c.1004-1066)の治世にはイングランド王国における最も勢力の強い人物になった。1053年にゴドウィンが死去すると、爵位は息子ハロルド(c.1022-1066)が継承、ハロルドは1066年にハロルド2世としてイングランド王に即位するも同年のヘイスティングズの戦いで戦死した。

### 第2期
1066年冬のノルマン・コンクエスト以降、イングランド王ウィリアム1世(1027-1087)は戦友の1人ウィリアム・フィッツオズバーン(c.1020-1071)をウェセックス伯爵に叙した。フィッツオズバーンは1071年にフランドル地方で死去するまでウィリアム1世の地盤固めに尽力したが、その死後はウェセックス伯爵領の勢力が減り、息子ロジャー(1056-1087以降)は父からヘレフォード伯爵の爵位しか継承できなかった。

### 第3期
1999年、イギリス女王エリザベス2世(1926年-2022年)の三男エドワード王子(1964年-)はソフィー・リース＝ジョーンズ(1965-)と結婚式を挙げた。この結婚にあたって、「父エディンバラ公爵フィリップの死去と長兄ウェールズ公チャールズの王位継承」に伴いエディンバラ公爵の爵位が「王冠に統合される」ときに同爵位をエドワード王子に与えることも発表された。
このような経緯もあり、エドワード王子は1999年6月19日にセヴァーン子爵とウェセックス伯爵に叙された。

## ウェセックス伯爵（第1期、1020年頃）
- ゴドウィン （1001年頃 - 1053年）
- ハロルド（1022年頃 - 1066年）
  - 1066年、ヘイスティングズの戦いで戦死。

## ウェセックス伯爵（第2期、1060年代）
- ウィリアム・フィッツオズバーン（1020年頃 - 1071年）
  - 死後、息子ロジャー（英語版）がウェセックス伯爵を継承することはなかった。

## ウェセックス伯爵（第3期、1999年）
- エドワード王子（1964年 - ）
  - 法定推定相続人：長男ジェームズ - ウェセックス伯爵がエディンバラ公爵位の従属称号となった2023年から、儀礼称号としてウェセックス伯爵を称する。